# Анафора
Ана́фора (від грец. αναφορα — виділення), або єдинопоча́ток, — стилістична фігура, що являє собою повтор звуків або слів на початку речень, віршових рядків, строф тощо. Повтор може траплятися один раз у суміжних реченнях (або рядках віршу тощо) або пронизувати увесь текст. Анафора часто вживається у поезії особливо в алітераційному вірші, хоча також може зустрічатися і у прозових текстах. Анафора може виконувати різні функції: 
- підкреслювати певну ідею, додавати більшого драматизму та виразності;
- створювати ритм, підкреслювати композицію тексту.

Стилістична фігура протилежна анафорі за своєю формою, тобто коли повтор трапляється наприкінці речень або рядків — епіфора.

## Приклади
Анафора у вірші Олександра Олеся «Любов»:
О, не дивуйсь, що ніч така блакитна...

Що вийдеш ти, то знала ніч оця,

І через те вона така привітна,

Така ясна і ніжна до кінця...

О, не дивуйсь, що пахощі навколо,

Що мов зомлілі, дивляться квітки,

Ця ніч твоє квітчає чоло

І з них тобі одній плете вінки.

О, не дивуйсь,

О, не дивуйсь, що безліч зорь на небі

Що так прозора срібна мла,

Ця ніч ясна вбиралася для тебе,

І срібло це для тебе розлила.

І тільки ти в кімнату підеш з ганку,

Погасне тихо й журно свято скрізь,

А хмарна ніч проплаче аж до ранку

Дощем рясним невтішних сліз…— Олександр Олесь
Анафора у вірші Павла Тичини «Одчиняйте двері»:
Одчиняйте двері —

Наречена йде!

Одчиняйте двері —

Голуба блакить!

Очі, серце і хорали

Стали,

Ждуть…

Одчинились двері —

Горобина ніч!

Одчинились двері —

Всі шляхи в крові!

Незриданними сльозами

Тьмами

Дощ… — Павло Тичина
У відомій публічній промові Мартіна Лютера Кінга «Я маю мрію» (англ. «I have a dream») фраза "я маю мрію" повторюється вісім раз.